# Condado de Morgan (Tennessee)
El condado de Morgan (en inglés: Morgan County, Tennessee), fundado en 1817, es uno de los 95 condados del estado estadounidense de Tennessee. En el año 2000 tenía una población de 19.757 habitantes con una densidad poblacional de 15 personas por km². La sede del condado es Wartburg.

## Geografía
Según la Oficina del Censo, el condado tiene un área total de 1353 km² (522,4 mi²), de la cual 1352 km² (522 mi²) es tierra y 1 km² (0,4 mi²) es agua.

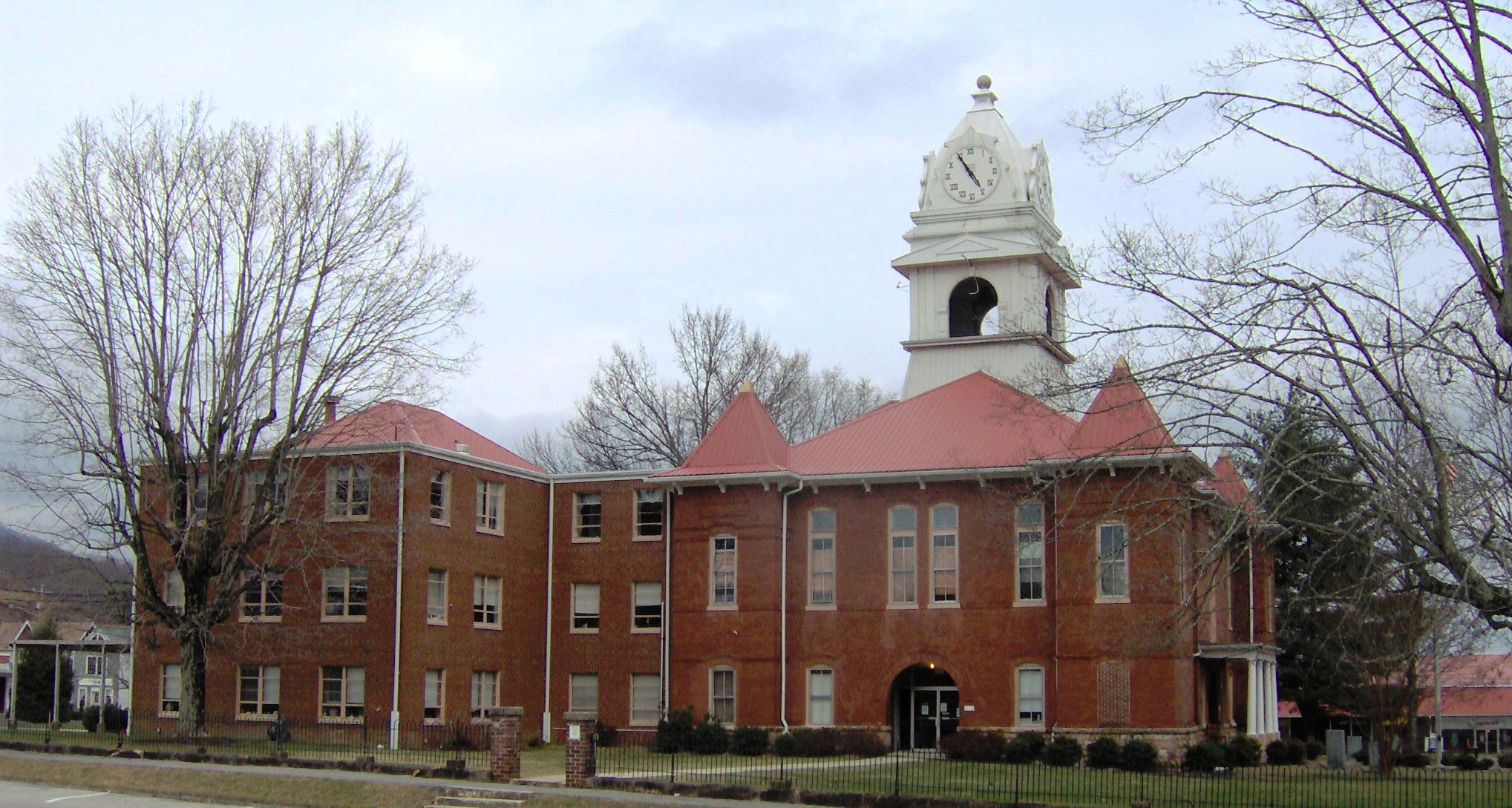
Corte del Condado de Morgan en Wartburg

### Condados adyacentes
- Condado de Scott noreste
- Condado de Anderson este
- Condado de Roane sur
- Condado de Cumberland suroeste
- Condado de Fentress noroeste

## Demografía
En el 2000 la renta per cápita promedia del condado era de $27,712, y el ingreso promedio para una familia era de $31,901. El ingreso per cápita para el condado era de $12,925. En 2000 los hombres tenían un ingreso per cápita de $25,683 contra $18,606 para las mujeres. Alrededor del 16.00% de la población estaba bajo el umbral de pobreza nacional.

## Historia
El Condado de Morgan, se formó en 1817, a partir de porciones de los condados de Anderson y Roane. Fue nombrado en honor de Daniel Morgan (1736-1802), oficial estadounidense de la Guerra de la Independencia que mandaba las tropas que derrotaron a los británicos en la batalla de Cowpens y que más tarde sirvió como representante en la Cámara de Estados Unidos, como congresista de Virginia.
La oficina del alguacil fue abolida en la década de 1990.

### Tornado
El 10 de noviembre de 2002, un tornado destruyó 50 casas. Al menos siete personas murieron en la comunidad del Condado de Morgan.

## Lugares

### Ciudades y pueblos
- Oakdale
- Sunbright
- Wartburg

### Comunidades no incorporadas
- Coalfield
- Deer Lodge
- Joyner
- Lancing
- Petros
- Rugby